# Ủy ban quân sự Trung ương Đảng lao động Triều Tiên
Ủy ban Quân sự Trung ương Đảng Lao động Triều Tiên là cơ quan lãnh đạo các tổ chức đảng trong Quân đội Nhân dân Triều Tiên. Ủy ban này gồm 15 thành viên. Đứng đầu là Chủ tịch ủy ban, hiện do Bí thư Thứ nhất Đảng Lao động Triều Tiên, Nguyên soái Kim Jong-un đảm nhiệm. Phó Chủ tịch hiện tại là Chủ nhiệm Tổng cục Chính trị quân đội Nhân dân Triều Tiên, Phó Nguyên soái Hwang Pyong-so.
Được thành lập từ năm 1950 do Kim Nhật Thành làm chủ tịch cho đến khi mất năm 1994. Sau đó được Kim Chính Nhật tiếp nhận Chủ tịch Quân Ủy Trung ương đến khi mất năm 2011.

## Trách nhiệm
Điều 27 trong Điều lệ Đảng Lao động Triều Tiên quy định "Quân ủy Trung ương quyết định thực hiện các biện pháp thảo luận chính sách quân sự, tổ chức và lãnh đạo của Quân đội nhân dân và lực lượng vũ trang khác để tăng cường sản xuất đạn dược phát triển sự nghiệp, chỉ huy lực lượng quân sự dưới sự lãnh đạo của đảng". Tuy nhiên vai trò của Quân ủy Trung ương lại thực sự là Bộ tư lệnh.

## Nhân sự thay đổi
- Năm 1980 tại Đại hội đại biểu Toàn quốc (Quốc hội) lần thứ 6. Kim Chính Nhật được bầu làm Ủy viên Ủy ban Quân sự Trung ương Đảng Lao động Triều Tiên. Tháng 12/1991 tại Hội nghị lần thứ 19 Đai hội 6 Đảng Lao động Triều Tiên Kim Chính Nhật được giữ chức Tư lệnh tối cao quân đội Nhân dân Triều Tiên.Sau khi Kim Nhật Thành mất, Chủ tịch Ủy ban Quân sự Trung ương do Kim Chính Nhật mặc nhiên kế nhiệm. Đến năm 1997, Kim Chính Nhật được bầu chức Tổng bí thư, trong thời gian này Kim Chính Nhật đã thông qua chính sách Tiên quân.
- Ngày 11 tháng 2 năm 2009, bổ nhiệm Kim Yong-chun, Bộ trưởng Bộ Quốc phòng vào Ủy ban Quân sự Trung ương.
- Ngày 20 tháng 2 năm 2009, Kim Jong Il bổ nhiệm O Kuk-ryol làm Phó Chủ tịch Ủy ban Quốc phòng Triều Tiên.
- Tháng 5 năm 2010, Kim Il-chol bị cách chức Phó Chủ tịch Ủy ban Quốc phòng Triều Tiên và Thứ trưởng thứ nhất Bộ Quốc phòng Triều tiên.

## Thành viên hiện tại

### Đại hội Đảng toàn quốc lần thứ VII
- Chủ tịch: Nguyên soái Kim Jong-un, Chủ tịch Đảng, Chủ tịch Ủy ban Quốc vụ
- Phó Chủ tịch: Thứ soái Hwang Pyong-so, Ủy viên Thường vụ Bộ Chính trị, Chủ nhiệm Tổng cục Chính trị quân đội nhân dân Triều Tiên
- Ủy viên Ủy ban:

1. Pak Pong-ju, Ủy viên Thường vụ Bộ Chính trị, Thủ tướng Nội các
2. Đại tướng Pak Yong-sik, Ủy viên Bộ Chính trị, Bộ trưởng Bộ Quốc phòng
3. Thứ soái Ri Myong-su, Ủy viên Bộ Chính trị, Tổng tham mưu trưởng Quân đội Nhân dân Triều Tiên
4. Kim Yong-chol, Ủy viên Bộ Chính trị, Trưởng ban Mặt trận Thống nhất Trung ương
5. Ri Man-gon, Ủy viên Bộ Chính trị, Trưởng ban Công nghiệp cơ giới Trung ương
6. Đại tướng Kim Won-hong, Ủy viên Bộ Chính trị, Bộ trưởng Bộ An ninh Quốc gia
7. Đại tướng Choe Pu-il, Ủy viên Bộ Chính trị, Bộ trưởng Bộ An ninh Xã hội
8. Đại tướng Kim Kyong-ok, Phó trưởng ban thứ nhất Ban chỉ đạo và Tổ chức Trung ương
9. Thượng tướng Ri Yong-gil, Ủy viên Dự khuyết Bộ Chính trị, Phó Tổng Tham mưu trưởng Quân đội Nhân dân Triều Tiên
10. Thượng tướng So Hong-chan, Thứ trưởng Bộ Quốc phòng

### Trước Đại hội Đảng toàn quốc lần thứ VII
- Chủ tịch: Nguyên soái Kim Jong-un
- Phó chủ tịch: Thứ soái Choe Ryong-hae Chủ nhiệm Tổng cục Chính trị quân đội Triều Tiên

1. Thứ soái Kim Yong-chun, Phó Chủ tịch Ủy ban Quốc phòng Triều Tiên
2. Thứ soái Hyon Chol-hae, Phó cục trưởng Tổng cục Tổ chức Chính trị Quân đội Nhân dân Triều Tiên
3. Đại tướng Kim Kyong-ok, Phó Trưởng ban thứ nhất Ban Tổ chức Hướng dẫn Trung ương Đảng
4. Đại tướng Kim Won-hong, Bộ trưởng Bộ An ninh Quốc gia
5. Đại tướng Ri Pyong-chol, Tư lệnh Không quân Nhân dân Triều Tiên
6. Đại tướng Choe Pu-il, Bộ trưởng Bộ An ninh Xã hội
7. Đại tướng Yun Jong-rin, Tư lệnh Hộ vệ Quân đội Nhân dân Triều Tiên
8. Đại tướng Kim Yong-chol, Tổng cục Trưởng Tổng cục Trinh sát Bộ Quốc phòng
9. Đại tướng Kim Kyok-sik, Tổng Tham mưu trưởng Quân đội Nhân dân Triều Tiên (5/2013-8/2013)
10. Thượng tướng Choe Kyong-song, Tư lệnh Quân đoàn 11
11. Thượng tướng Ri Yong-gil, Tổng Tham mưu trưởng Quân đội Nhân dân Triều Tiên (8/2013-1/2016)
12. Thượng tướng Jang Jong-nam, Bộ trưởng Bộ Quốc phòng
13. Trung tướng Kim Rak-gyom, Tư lệnh Tên lửa Chiến lược Quân đội Nhân dân Triều Tiên
14. Ju Kyu-chang, Bộ trưởng Bộ Cơ giới Công nghiệp (Công nghiệp Quân Nhu)